# Galenia herniariifolia
Galenia herniariifolia là một loài thực vật có hoa trong họ Phiên hạnh. Loài này được (C.Presl) Walp. mô tả khoa học đầu tiên năm 1843.